# Xã Ohio, Quận Mississippi, Missouri
Xã Ohio (tiếng Anh: Ohio Township) là một xã thuộc quận Mississippi, tiểu bang Missouri, Hoa Kỳ. Năm 2010, dân số của xã này là 563 người.